# 有機養液栽培
有機養液栽培（ゆうきようえきさいばい）は有機肥料を肥料として用いる養液栽培。養液栽培はこれまで事実上、化学肥料しか利用できないことで知られていた。水の中に有機物が存在すると腐敗して作物の根にダメージを与えてしまうためである。このため、有機肥料を養液栽培に利用するこれまでの試みは、有機物をいったん無機化してから無機肥料として利用しようというものであった。だが、この方法では残存する有機成分が根に障害を与えること、成分バランスが崩れ化学肥料で成分調整する必要があることなど、問題が多く、実用的なものは見られなかった。
2006年1月に、野菜茶業研究所はこの問題を解決する技術を開発した。養液の中に有機物を無機化する微生物を棲息させ、養液の中に有機肥料を直接添加することを可能にするものである。この技術では有機肥料を養液内に直接添加するため、有機肥料に含まれる成分が無駄なく作物に利用される。

## 養液内での有機成分の無機化
水の中に有機物を添加すると、容易にアンモニアまで分解する。しかし、多くの作物が好硝酸性植物のため、アンモニアが大量に存在する養液で栽培すると、カリウム吸収阻害などのアンモニア過剰障害が生じ、生育が悪化する。このため、作物の健全な栽培のためにはアンモニアから硝酸を生ずる硝酸化成を進めなければならない。だが、硝酸化成を行う硝化細菌は有機成分存在下で死滅しやすく、有機物の分解と硝酸化成を両立することが難しかった。
野菜茶業研究所の技術では、有機物の水への添加を少量ずつ行う馴化培養の方法で硝化細菌の有機成分による死滅を回避し、有機態窒素を硝酸まで分解する。
有機成分からアンモニアまでの分解、アンモニアから硝酸を生ずる硝化作用の二つの反応を同時に達成するこの方法は、日本酒醸造の並行複式発酵法にちなみ、並行複式無機化法という。
並行複式無機化法により生じた硝酸は植物に速やかに吸収されるので、分解産物が滞留することなく、有機成分が分解され植物に吸収される動的平衡状態が成立する。

## 根部病害の抑止効果
有機養液栽培では根に明瞭な特徴が現れ、根部病害抑止効果が見られる。有機養液栽培で育てると、根を微生物が覆い、バイオフィルムを形成する。また、湛液式の水耕では根に根毛がないのが通常であるが、有機養液栽培では根毛がよく発達する。化学肥料の養液栽培では見られないこれらの特徴が、根部病害の抑制効果に関係しているものと考えられる。
化学肥料による養液栽培では雑菌の侵入により容易に根部病害が発生するが、有機養液栽培の栽培区にその病根を投入しても全く発病しない。また、養液内に青枯病菌を接種しても青枯病は発生せず、青枯病菌も検出されなくなるなど、興味深い現象が観察される。化学肥料による養液栽培では養液に雑菌が侵入しないよう清潔さを保つことが必要だが、有機養液栽培では養液内に微生物生態系が構築されているため、清潔さにそれほど気を配らなくても問題が生じない。